# 非鉄金属関連の業界団体の一覧
非鉄金属関連の業界団体の一覧（ひてっきんぞくかんれんのぎょうかいだんたいのいちらん）を示す。
非鉄金属業者の親睦などを目的とする団体、技術向上などを行う団体など、多岐にわたる。

## 業界団体一覧
- 日本鋳造協会
- アルミ缶リサイクル協会
- 日本アルミニウム協会
- 軽金属製品協会
- 日本伸銅協会
- 日本チタン協会